# Радлув (Опольське воєводство)
Радлув (пол. Radłów) — село в Польщі, у гміні Радлув Олеського повіту Опольського воєводства.
Населення — 667 осіб (2011).
У 1975-1998 роках село належало до Ченстоховського воєводства.

## Демографія
Демографічна структура станом на 31 березня 2011 року:
|          | Загалом | Допрацездатний вік | Працездатний вік | Постпрацездатний вік |
| -------- | ------- | ------------------ | ---------------- | -------------------- |
| Чоловіки | 318     | 63                 | 217              | 38                   |
| Жінки    | 349     | 69                 | 213              | 67                   |
| Разом    | 667     | 132                | 430              | 105                  |